# Veščica (gmina Razkrižje)
Veščica – wieś w Słowenii, w gminie Razkrižje. W 2018 roku liczyła 319 mieszkańców.